# 方士繇
方士繇（？—1199年），字伯謩，一名伯休，號遠庵。莆阳（今屬福建）人。
隨父方豐之到武夷，朱熹在建安教學時，方士繇前往求教。於武夷精舍仁智堂，精研六經。工書法，於篆、籀、分隶、行、草诸体無不備。朱熹〈答蔡季通书〉稱：“篆、隶碑子，字画皆不满人意，未有可写之人，令伯謩篆如何？”庆元五年（1199年）五月，病逝，陆游在墓志铭道：“……闻侍讲朱公元晦倡道学于建安，往从之，朱公之徒百千人，……因徙高从之崇安五夫籍溪之上，所以熏陶器质，涵养德业，磨袭浸渍，以至于广大高明者。”